# قبه الخينو (السبرة)

تعديل مصدري - تعديل

قبه الخينو محلة تابعة لقرية السلقع، التابعة لعزلة بلادالشعيبي العليا بمديرية السبرة إحدى مديريات محافظة إب في الجمهورية اليمنية.، بلغ تعداد سكانها 36 حسب تعداد اليمن لعام 2004.